# Columna Enciso
La columna Enciso va ser una unitat de milícies que va operar al començament de la Guerra Civil Espanyola. Va ser constituïda poc després de l'esclat de la contesa pel capità José María Enciso, que era comandant del batalló presidencial—de fet el batalló constituiria el nucli principal de la columna. La columna «Enciso» va tenir un paper actiu en la Batalla de Madrid, al novembre de 1936, durant la qual Enciso va rebre el comandament d'un dels sectors de la defensa de Madrid (que comprenia des de la carretera de la Corunya fins a la carretera d'Húmera. Les seves forces van destacar durant els combats desenvolupats en la Casa de Campo. A la fi de 1936 la columna va constituir la base per a formar la nova 44a Brigada Mixta de l'Exèrcit Popular de la República.